# Ascocentrum garayi
Ascocentrum garayi är en orkidéart som beskrevs av Eric Alston Christenson. Ascocentrum garayi ingår i släktet Ascocentrum och familjen orkidéer. Inga underarter finns listade i Catalogue of Life.